# Agua Marina Espínola
Agua Marina Espínola Salinas (Asunción, 31 maart 1996) is een Paraguayaanse wielrenster. Ze is meervoudig Paraguayaans kampioene op de weg en in het tijdrijden.

## Carrière
In juli 2021 was ze de eerste wielrenner die namens Paraguay deelnam aan de Olympische Spelen, maar in de wegwedstrijd in Tokio behaalde ze de finish niet. In 2022 won ze goud in de tijdrit op de Zuid-Amerikaanse Spelen in haar geboortestad Asunción.
In 2018 reed ze als stagiaire bij Cogeas-Mettler. In 2019 reed ze voor het World Cycling Center, in 2020 en 2021 bij de Spaanse ploeg Massi-Tactic en vanaf 2022 tot en met 2023 bij Canyon-SRAM Generation, de opleidingsploeg van Canyon-SRAM. In 2024 reed ze bij de Canadese wielerploeg Primeau Vélo-Groupe Abadie.

## Palmares

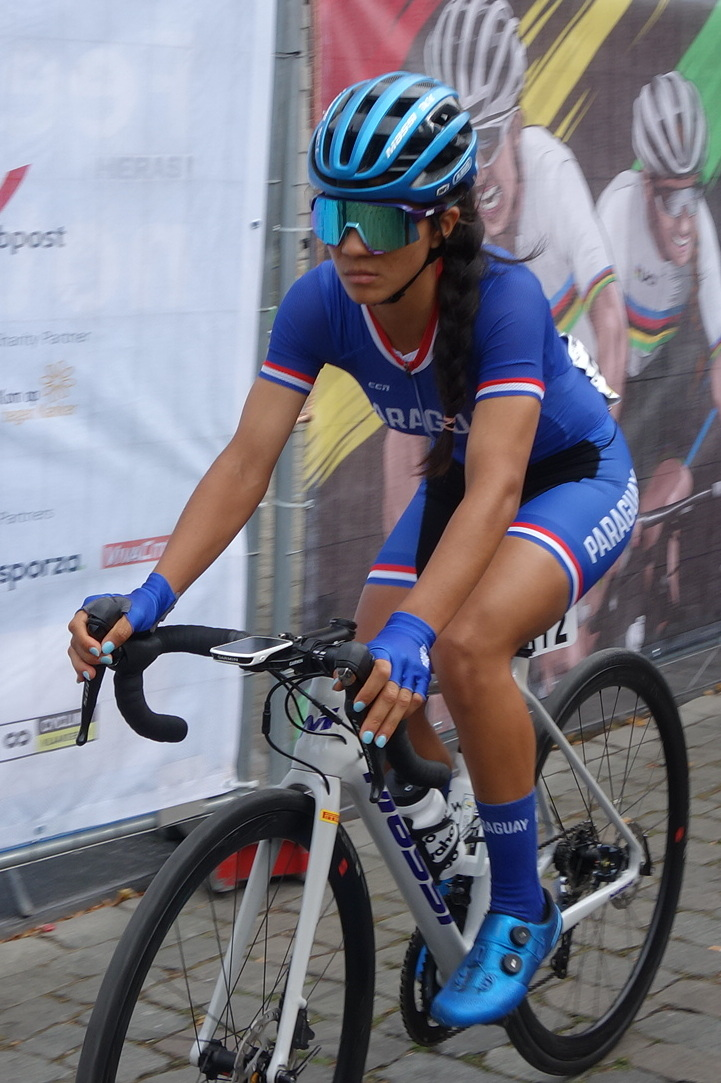
Espínola aan de start van het WK 2021 in Antwerpen.

2014
 Paraguayaans kampioene op de weg, elite
 Paraguayaans kampioene tijdrijden, elite
2015
 Paraguayaans kampioene op de weg, elite
 Paraguayaans kampioene tijdrijden, elite
2016
 Paraguayaans kampioene op de weg, elite
 Paraguayaans kampioene tijdrijden, elite
2020
 Paraguayaans kampioene op de weg, elite
 Paraguayaans kampioene tijdrijden, elite
2022
 Zuid-Amerikaanse Spelen, tijdrit

### Resultaten in voornaamste wedstrijden
|      | \| Jaar \| Ronde van Vlaanderen \| Strade Bianche \| \| WK op de weg \| \| ---- \| -------------------- \| -------------- \| \| ------------ \| \| 2017 \| \| \| \| opgave \| \| 2018 \| \| \| \| opgave \| \| 2019 \| \| \| \| \| \| 2020 \| \| \| \| \| \| 2021 \| 97e \| opgave \| \| opgave \| \| 2022 \| \| \| \| \| \| 2023 \| \| \| \| opgave \| \| 2024 \| \| \| \| opgave \| |                |  |              |
| Jaar | Ronde van Vlaanderen | Strade Bianche |  | WK op de weg |
| 2017 | |                |  | opgave       |
| 2018 | |                |  | opgave       |
| 2019 | |                |  |              |
| 2020 | |                |  |              |
| 2021 | 97e | opgave         |  | opgave       |
| 2022 | |                |  |              |
| 2023 | |                |  | opgave       |
| 2024 | |                |  | opgave       |